# Система автоматичної оплати проїзду автодорогою

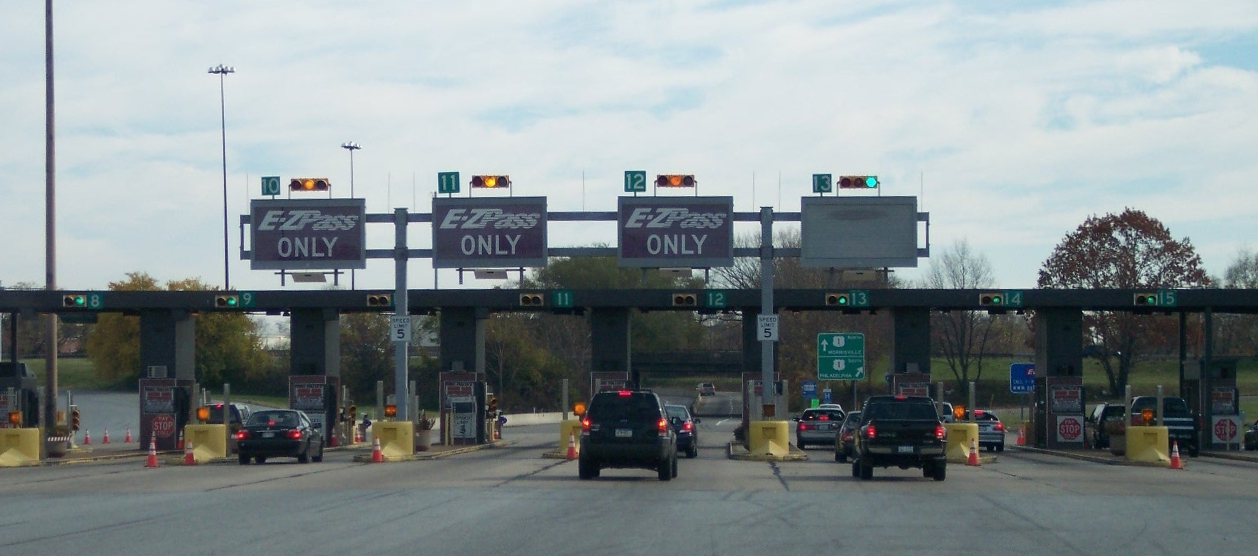
Плаза оплати, на якій окремі смуги виділені для авто з транспондерами EZ Pass (Pennsylvania Turnpike, з'їзд № 351)

Систе́ма автомати́чного справля́ння пла́ти за прої́зд автомобі́льною доро́гою (САСП) (англ. Electronic Toll Collecltion – ETC) — комплекс пристроїв та організації збирання мита за проїзд платної ділянки дороги без повної зупинки транспортного засобу (надалі — ТЗ). Система призначена для усунення затримок на пунктах оплати проїзду по дорогах, мостах, тунелях, смугах багатомісного транспорту. Оплата здійснюється електронним способом у процесі руху ТЗ повз електронні пристрої, встановлені обабіч дороги, над нею, чи вкладені під покриття дороги. Така система може функціонувати разом з іншими методами оплати — готівкою, жетонами чи картками, що дає змогу користуватися платною дорогою також тим, хто не має транспондера.
САСП набула широкого застосування в Північній Америці (США, Канада, Мексика), в Азії (Південна Корея, Тайвань, Таїланд, Малайзія, Гонконг, Філіппіни, Сінгапур) і в Європі (Велика Британія, Ірландія, Португалія, Франція, Німеччина, Італія, Іспанія).

## Загальні поняття
1959 року Нобелівський лауреат Вільям Вікрі першим запропонував систему електронного накладання оплати за в'їзд до Вашингтонської агломерації. Кожен ТЗ мав би бути оснащений транспондером:
|  | Кожного разу, коли автомобіль проїжджає перехрестя, індивідуальний сигнал транспондера поступав би до центрального комп'ютера, який би розраховував оплату для даного перехрестя та часу доби, додавав би її до рахунку за транспортний засіб.. |

Протягом наступних років випробовувалися системи використання транспондера, у яких давачі були вмонтовані в покриття дороги. Зараз такі давачі практично не зустрічаються, перевага віддається давачам у вигляді антен, змонтованих обабіч чи над дорогою.
Норвегія була першою країною, у якій було використано технологію збирання оплати без зупинки ТЗ, хоч це швидше було формою контролю за попередньо-оплаченим проїздом, а не формою збирання оплати. 1986 року в Бергені система автовіньєток працювала разом із традиційними кабінами контролерів. Віньєтки можна було придбати наперед і вони кріпилися до вітрового скла. Відеокамери вибірково робили знімки віньєток для контролю оплати. Пізніше подібні системи були впроваджені в Осло та Тронгеймі (1991). Водночас майже всіх контролерів замінили на автомати, що приймали монети.
1995 року Португалія розпочала впровадження електронних систем на дорогах. Для ТЗ, обладнаних транспондерами, виділялися окремі смуги в обхід кабінок з контролерами. Зараз кілька автомагістралей повністю переведені на електронну систему.
Електронна форма оплати є основною в системі відкрита дорога. Вигоду від неї мають оператори, користувачі та суспільство. Оператори економлять на інфраструктурі пунктів збирання оплати — кабіни, додаткові смуги руху, паркувальні майданчики, комп'ютери, сантехнічне обладнання, тощо. Користувачі мають вигоду з того, що не потрібно пригальмовувати, зупинятися, стояти в черзі, проводити оплату і знову розганятися. Ефект для громадськості — менший рівень забруднення повітря, менша площа відчуження землі.
Інша перевага такої системи — можливість оперативно змінювати тариф для регулювання завантаження дороги й тим самим перерозподіляти транспортні потоки для зменшення кількості заторів. Традиційні кабіни з контролерами з цим не можуть упоратися, оскільки вони самі є джерелами транспортних затримок.
ТЗ без транспондера або не допускаються до в'їзду, або ж вони ідентифікуються за номерними знаками й відповідний рахунок (зазвичай за вищими тарифом) надходить на адресу реєстрації авто. Власнику ТЗ надається певний період часу (зазвичай два-три тижні) для оплати рахунку.
Транспондери використовуються для автоматичної реєстрації в'їзду та виїзду з платної дороги. Сам транспондер не проводить жодних інших операцій окрім посилання сигналу ідентифікації ТЗ у відповідь на сигнал-запит від зовнішніх пристроїв. Решта операцій — пошук ТЗ у базі даних, розрахунок дистанції, нарахування оплати здійснюється центральним терміналом. Сама оплата може відбуватися різними способами. Власник ТЗ може отримувати місячні рахунки, які він має оплатити вчасно. Або ж, після реєстрації банківської картки, відповідна сума буде автоматично зніматися з банківського рахунку.
У сучасних системах транспондери розміщуються за вітровим склом, і їхні сигнали вловлюються антенами, що змонтовані за узбіччями або на фермах понад дорогою.

## Функціонування

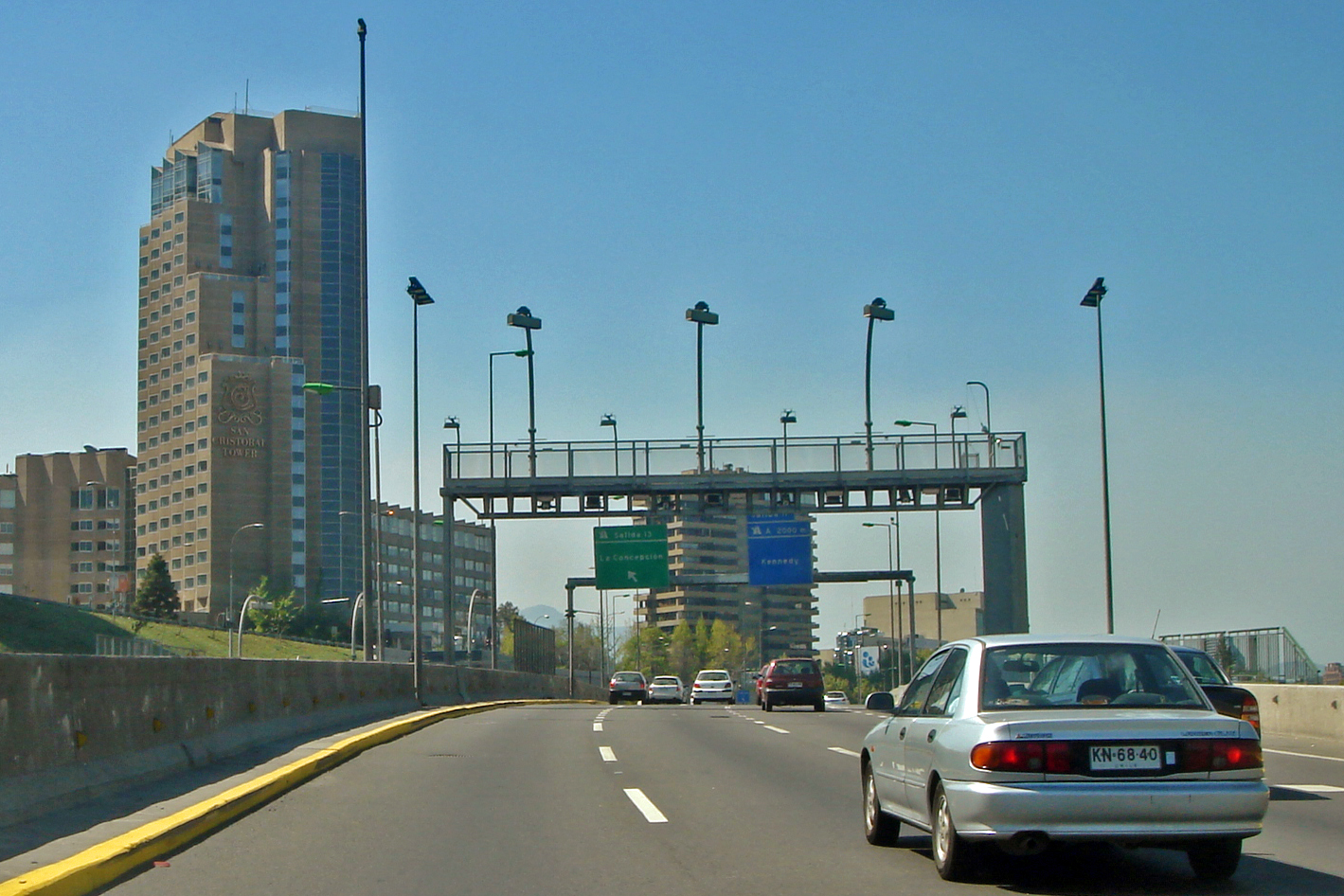
Платна дорога Costanera Norte, Сантьяго, Чилі. Детектор та класифікатор винесені на три консолі, фотокамери та приймальні антени розміщуються знизу ґантрі.

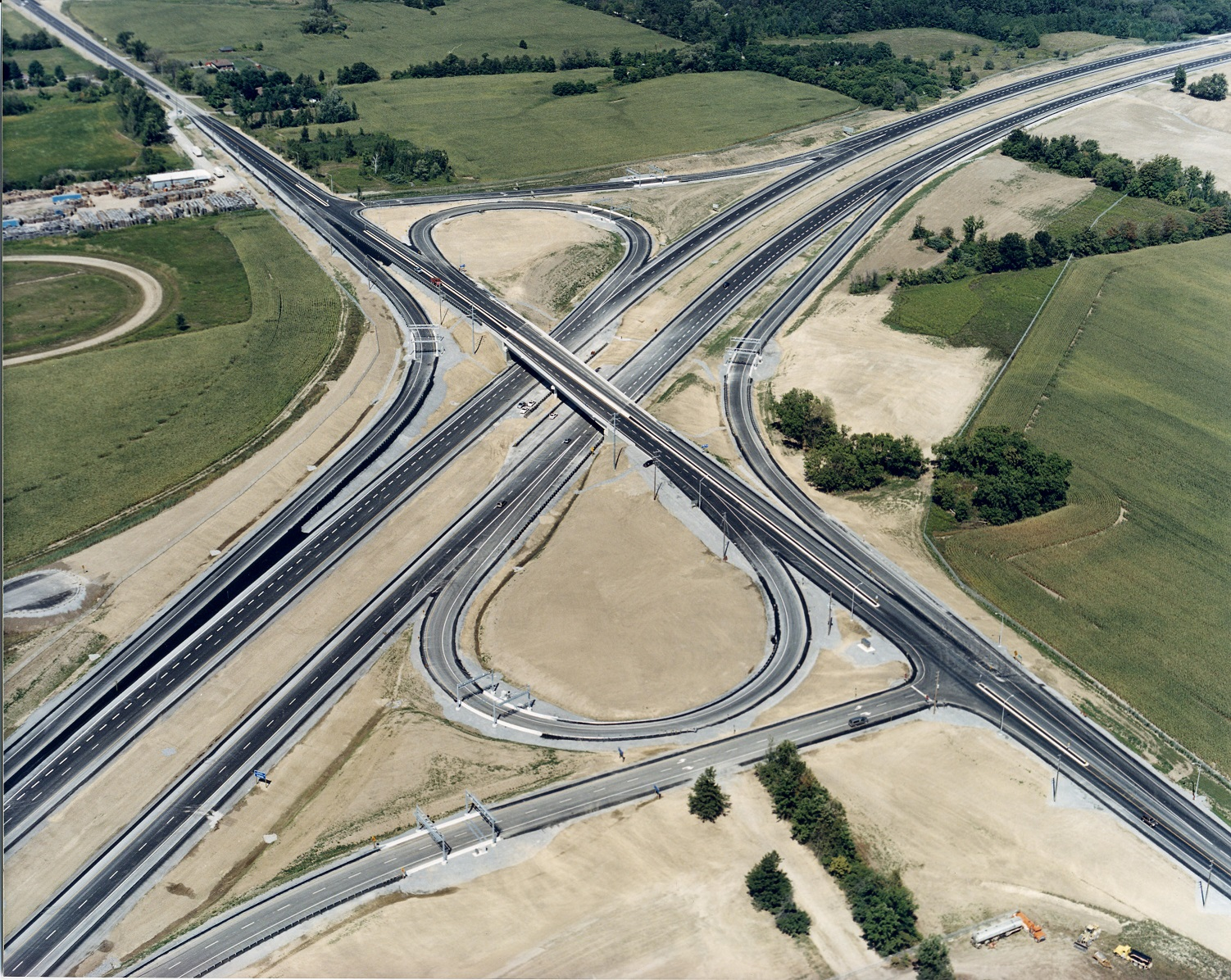
Платна дорога HWY407 на перетині з York Durham Line через два місяці після офіційного відкриття ділянки у червні 2001 (Онтаріо). На кожній рампі розміщено по два ґантрі.

Автоматичні шлагбауми, що відкривають проїзд після проведення електронної оплати, вимагають або повної зупинки ТЗ, або зниження швидкості до 8 км/год.
В інших системах автомобілі можуть проїжджати пункти контролю зі швидкістю 25-30 км/год. У найбільш прогресивних технологіях ТЗ рухаються без зниження швидкості, як, наприклад, по Garden State Parkway у Нью-Йорку, та різних автомагістралях Каліфорнії, Флориди, Пенсільванії, Техасу. Система відкрита дорога в Іллінойсі дозволяє без зупинок проїхати 440 км (274 милі) тим водіям, що мають транспондери I-PASS або E-ZPass. Інші водії змушені зупинятися на спеціально обладнаних пунктах збирання оплати — плазах (англ. toll plaza). Зараз понад 87 % водіїв, що користуються платними дорогами в Іллінойсі, мають транспондери I-PASS.
Технічні засоби для контролю доступу до платної автомагістралі різняться в кожного оператора, проте принцип роботи у всіх практично однаковий. Далі розглянутий приклад технічної системи, що використовується на автомагістралях HWY407 ETR і HWY412 ETR в Онтаріо.
Система ETR (англ. Express Toll Road) відноситься до вищої категорії — відкрита дорога (англ. open road). На дорогах відсутні плази збору оплати та будь-які механічні перешкоди для ТЗ. Кожен ТЗ, що в'їжджає на платну дорогу, чи покидає її, проходить попід двома фермами — ґантрі (англ. gantry). Усі рампи, що сполучають HWY407/412 з іншими дорогами, обладнані двома ґантрі, що розміщені на віддалі приблизно 14 м одна від одної. На першій за напрямком руху фермі змонтовані цифрові фото- та відеокамери з лампами підсвітки. На другій фермі розміщуються локаторна антена, приймально-передавальна антена та лазерний детектор класу ТЗ (англ. Vehicle Detector and Classifier —VDAC). Система по-різному працює для авто, обладнаних транспондером і для таких, що не його не мають.
Якщо ТЗ обладнаний відповідним транспондером, то працюють пристрої лише на другій фермі. Спочатку локаторна антена розпізнає наближення автомобіля до ґантрі. Потім приймально-передавальна антена посилає сигнал активації до транспондера, який має бути встановлений на ТЗ, і вловлює зворотній сигнал. Лазерний сканер (англ. Vehicle Detector and Classifier —VDAC) визначає розміри ТЗ, що проїжджає під другою фермою, і встановлює його клас (легковий автомобіль, вантажівка, трейлер). Інформація про клас ТЗ порівнюється з даними транспондера — чи даний транспондер відповідає класу автомобіля. Отримані дані передаються по оптоволоконному кабелю до центрального процесора (ЦП). Це ж саме повторюється при покиданні платної ділянки. ЦП зіставляє дані в'їзду та виїзду і нараховує оплату за користування дорогою. Усе відбувається без зменшення швидкості руху ТЗ. Водій лише чує короткий звуковий сигнал, що він проїхав електронні ферми.
Якщо автомобіль не має транспондера, то при проїзді під ґантрі № 2 спрацьовує фотокамера на ґантрі № 1 (точніше, відеокамера, що в нормальному режимі працює як фотокамера). У поле зору потрапляють номерні знаки і вигляд ТЗ ззаду, що при потребі дозволяє інтентифікувати марку ТЗ. Знімок робиться також, якщо лазерний сканер виявив, що транспондер не відповідає класу даного ТЗ. Знімок у цифровому форматі відсилається на центральний процесор, де відбувається розпізнавання номерного знаку, пошук його по базі зареєстрованих автомобілів у провінціях Канади та США, знаходження адреси власника. Згодом власник ТЗ отримує місячний рахунок за користування платною дорогою. Якщо автомобіль не мав транспондера, то до рахунку додається ще кілька доларів ($4,15) за фотографування і розпізнавання номерних знаків. Виняток зроблено лише для мотоциклів. Їм не обов'язково мати транспондер і при користуванні платною дорогою вони не оплачують фотографування номерних знаків, а лише пройдені кілометри.
Об'їхати ґантрі неможливо, оскільки вони встановлюються на рампах і огороджені бетонним бар'єрами. Електронні прилади працюють надійно в найгірших погодних умовах, тому проїхати безплатно платною автомагістраллю практично неможливо. Утім, це не зупиняє шахраїв від настирливих пошуків слабких місць системи й поліція регулярно відловлює тих, хто проїжджає ґантрі зі закритими або відсутніми задніми номерними знаками.
До іншого способу пробують вдатися водії вантажних автомобілів — підміна транспондера іншим, дешевшим, що виданий для легкового автомобіля. Проте й ці спроби були пересічені поліцією, яка отримала мобільні системи, що дозволяють розпізнавати в автомобільному потоці вантажівки з недійсними транспондерами.
Такі системи недешеві. Один комплекс коштує до 100 тисяч канадських доларів. За 18 років, що пройшли з часу відкриття платної 407 автомагістралі, технічна база сильно змінилася. Спочатку кожну смугу руху моніторили дві камери з підсвіткою, які працювали з 90 % надійності розпізнавання. Зараз надійність перевищує 99 % і одна камера може відстежували всі смуги руху.
Жодна система не є абсолютно ідеальна, тому в окремих випадках, коли з якихось причин не вдається зіставити дані в'їзду та виїзду ТЗ, програма нараховує оплату якби автомобіль проїхав ділянку між найближчими транспортними розв'язками.
Трохи інше конструктивне рішення використовується в Чилі на дорозі Constanera Norte, (46 км на півночі Сантьяго). На одній фермі змонтовані всі чотири основні пристрої — детектор ТЗ, класифікатор, фотокамера та антена.
На платних дорогах Нової Зеландії ґантрі конструктивно дуже схожі на чилійські, але в них не використовується транспондер. Натомість усі ТЗ фотографуються й оплата знімається з банківського рахунку, якщо ТЗ наперед зареєстрований у транспортній агенції, або ж рахунок присилається на адресу власника.

## Застосування в міській зоні

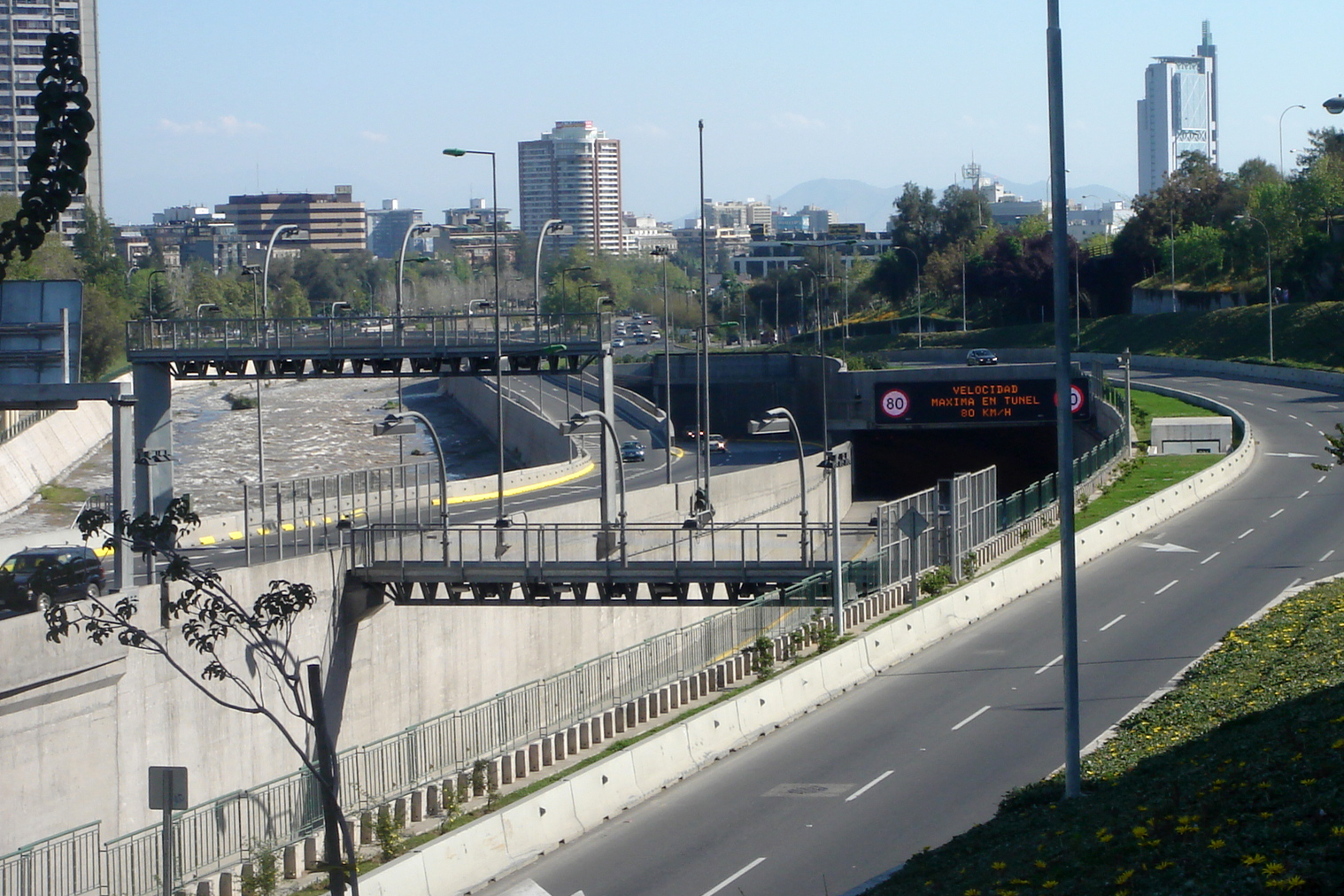
Платна дорога Costanera Norte, що проходить через Сантьяго, не має плаз оплати (Чилі])

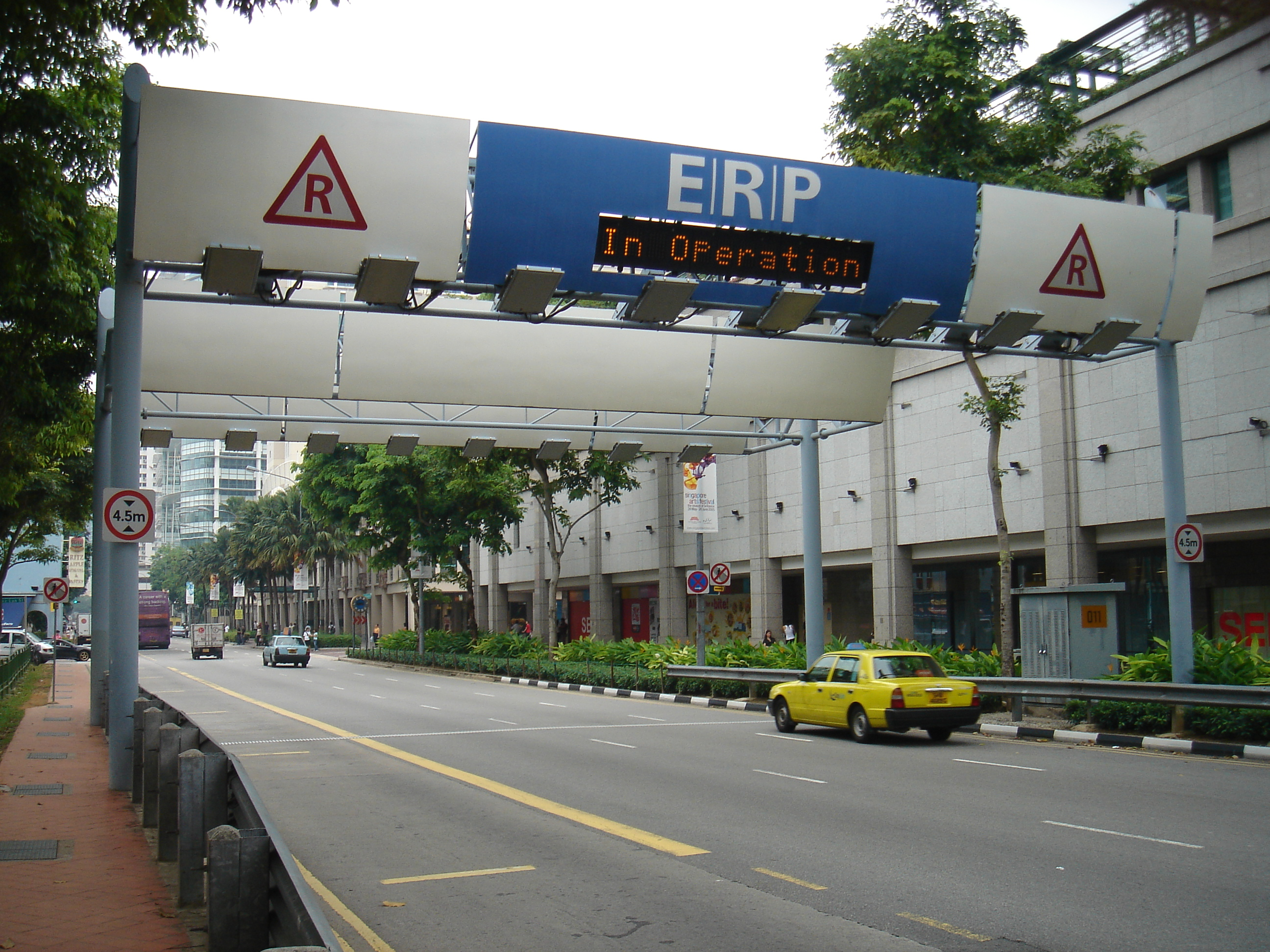
Ґантрі на вулиці North Bridge Road, Сінгапур

Застосування електронної форми оплати в поєднанні з системою відкрита дорога є найкращим способом регулювання інтенсивності транспортного потоку в містах, що перевантажені автомобілями. Відсутність плаз дозволяє не погіршувати екологічну ситуацію, не вимагає виділення додаткової площі, інфраструктури, операторів. Не створюється жодних перешкод для транспортного потоку, натомість це змушує багатьох водіїв об'їжджати центри міст, покращуючи транспортну та екологічну ситуацію, а ті, що все ж заїжджають, вносять свою долю в розвиток транспортної мережі міста.
Між 2004 та 2005 роками у Сантьяго (Чилі) була впроваджена перша у світі електронна система оплати для автомобілів, що проїжджають через центр міста, — Costanera Norte.
Подібна система — Salik була реалізована згодом у Дубаї (ОАЕ) у 2007 році.
В інших містах світу теж використовують електронну систему оплати для зменшення навантаження на центр міста протягом годин пік — Бергені, Осло та Тронгеймі (Норвегія), Сінгапурі, Римі, Лондоні, Стокгольмі, Валлетті, Мілані тощо
2007 року адміністрація Нью-Йорку розглядала можливість введення електронної плати за в'їзд до центра міста (так звана плата за затори). Пропозиція була спочатку схвалена міською радою Нью-Йорку, але асамблея штату вирішила не голосувати за цей проєкт (2008), залишивши його в невизначеному стані.
2006 року в Сан-Франциско вивчали можливість запровадити оплату за в'їзд у центр міста. Після кількох років затримки, пов'язаної з опором громадськості, очікується, що проєкт отримає законну силу у 2018 році і місцеві муніципалітети зможуть встановлювати оплату за в'їзд на їх територію. Оплата передбачається виключно електронна, щоб не створювати нових пунктів затримки для транспорту.
Подібні схеми для автомагістралей були впроваджені також в інших містах світу — Торонто (Ontario Highway 407, 1997), Мельбурні (CityLink, 2000), Тель-Авіві (Highway 6, 2000), але в них платні дороги дають лише опцію швидко об'їхати місто, а не зменшити транспортний потік через нього.

## Технологія
Електронна система здіймання оплати складається з трьох основних компонентів:
- система автоматичної ідентифікації транспортного засобу (транспондер, знімок та розпізнавання номерного знаку);
- система автоматичної класифікації автомобілів за їх типом та класом з метою диференціації оплати (індуктивні петлі, п'єзосенсори, вимірювання лазерним променем);
- система заходів розпізнавання порушників та накладання штрафів (відеозйомка, розпізнавання номерних знаків).

### Автоматична ідентифікація транспортного засобу
Автоматична ідентифікація ТЗ (англ. Automated Vehicle Identification — AVI, надалі —АІТЗ) — це процес ідентифікації ТЗ при проходженні його через контрольний пункт без необхідності повної зупинки або будь-яких дій зі сторони водія.
Деякі ранні версії систем ідентифікації використовували наклейку зі штрих-кодом, яку зчитував сканер при проходженні повз кабіну збору оплати. Утім, такі оптичні системи показали незадовільну якість зчитування, особливо в поганих погодних умовах і для автомобілів із брудним вітровим склом. Окрім того, віньєтки не можуть вважатися САСП, оскільки призначенні лише для контролю оплати, а не для її здійснення.
Більшість сучасних АІТЗ використовують радіочастотну ідентифікацію, у якій антена обабіч дороги обмінюється сигналами з транспондером, встановленим в автомобілі. Цей метод з відмінною точністю може працювати з автомобілями на різних швидкостях руху. Єдиний суттєвий недолік — це вартість оснащення кожного ТЗ своїм транспондером.
Альтернативний метод, що використовується, наприклад, на платних дорогах 407 ETR в Онтаріо та в Новій Зеландії — система розпізнавання номерних знаків. Відеокамера захоплює зображення ТЗ, що проходить через платну ділянку, зі знімка виділяється частина з номерними знаками, яка програмно обробляється для визначення набору літер та цифр. Це дозволяє водіям користуватися платною дорогою, не маючи ніяких попередніх угод з її власниками. Система теж має недоліки — не всі знаки можуть бути розпізнані та частина з них усе ж потребує ручної обробки. Утім, цей метод цілком задовільно працює в Північній Америці, де практично всі номерні знаки видані в США та Канаді, або в острівній Новій Зеландії, і набагато складніше його впроваджувати в Європі, де можна зустріти авто з номерними знаками десятків різних країн, включаючи арабське письмо. Сьогодні лише 13 відсотків операторів у Європі можуть ефективно ідентифікувати номерні знаки інших країн. 85 % операторів визнають, що не намагаються визначити власників іноземних ТЗ і ті мають безкоштовний проїзд по платній дорозі.
Деякі платні дороги мають значну протяжність, що робить невигідним використання ґантрі для кожної рампи в'їзду-виїзду. Інший підхід використовується в Німеччині для вантажних авто, де за допомогою системи глобального позиціювання визначають, що авто рухається по платному автобану. Але й ця система є недешевою.
Смартфони, що стали зараз буденною річчю, при встановленні відповідного програмного додатку можуть використовуватися як замінник транспондера. Подібне впроваджено в системах GeoToll, PayTollo (Флорида), FastToll (Іллінойс).

### Автоматична класифікація транспортного засобу
Автоматична класифікація транспортного засобу (англ. Automated Vehicle Classification — AVC) є підзадачею автоматичної ідентифікації ТЗ. Більшість операторів платних доріг встановлюють диференційовані тарифи в залежності від вантажопідйомності ТЗ, що вимагає точного розпізнавання його класу. Найпростіший та найдешевший спосіб — внести клас ТЗ в особисту реєстрацію при видачі транпондера. Недоліки — негнучкість методу. Наприклад, власник авто може періодично використовувати причіп. Унаслідок цього при оплаті проїзду лише легкої вантажівки (пікапу) вона може безплатно тягнути за собою кількатонний житловий трейлер.
Більш комплексні системи оснащені сенсорами різного рівня складності. Давачі, вкладені в покриття дороги, можуть реагувати на проїзд ТЗ, визначати кількість осей у ньому й навіть наявність спарених коліс. Лазерні промені вимірюють розміри ТЗ, що дозволяє відрізняти легкові авто від вантажних і від причепів.

### Порушення правил користування
Запобігання порушенням та штрафування за їх скоєння є необхідною частиною САСП, оскільки неконтрольований доступ до платної дороги завжди буде приваблювати любителів проїхатися «з вітерцем» за безплатно. Існують кілька методів запобігання таким порушенням, з різним рівнем ефективності.
Встановлення порушників, як свідомих, так і тих, хто не знає, що оплата не відбулася, здійснюється за допомогою фото- та відеокамер, що автоматично вмикаються, якщо не поступив сигнал від транспондера, або якщо він не зареєстрований, або зареєстрований на інший тип ТЗ.
Присутність поліцейських чи дорожніх патрулів біля ґантрі завжди позитивно впливає на поведінку водіїв. Проте постійне патрулювання є дорогим і непрактичним. Інформація, що певне авто проїхало ґантрі без оплати, поступить до патрульного авто в кращому випадку за кілька секунд, ще потрібно кілька секунд щоб отримати опис цього авто — модель, колір, фото номерного знаку. Часто цього достатньо, щоб авто порушника зникло з поля видимості, і зробити його переслідування неефективним.
Фізичний бар'єр, наприклад, шлагбаум, гарантовано не пропустить авто без оплати, але через одного можливого порушника сотні авто змушені будуть зупинятися перед шлагбаумом, сильно зменшуючи пропускну спроможність в'їзду на дорогу та її привабливість для водіїв.
Автоматичне розпізнавання номерних знаків, хоч і не завжди є основним методом ідентифікації, все ж часто присутнє як допоміжна опція для накладання оплати на ТЗ без транспондера. Зазвичай кількість знімків номерних знаків таких авто є значно меншою, ніж кількість авто з транспондерами, тому їх ручний перегляд може бути вигідним. Проте не у всіх країнах (штатах, провінціях) фото номерного знаку є достатнім для штрафування власника ТЗ. Наприклад, Конституційний Суд України 2010 року визнав незаконною практику автоматичного визнання власника ТЗ винним у порушенні правил дорожнього руху.
У Північній Америці оператори платних доріг усе частіше обмінюються між собою інформацією про таких порушників, а також повідомляють державні органи, що займаються реєстрацією ТЗ (наприклад, Department of Motor Vehicles у США або Міністерство транспорту Онтаріо в Канаді). Ці органи можуть заблокувати перереєстрацію ТЗ, або його номерних знаків поки не буде оплачений борг і пеня. Інколи оператори передають клопоти зі збирання оплати з боржників стороннім агентствам. Утім, ніхто не зацікавлений у великому скандалі через невеликі борги й порушники завжди отримують якийсь пільговий період, коли можуть без пені сплатити свої рахунки.
Ішний оригінальний спосіб уникнути оплати винайдено в Південній Африці. Близько 5 % автомобілів, що проїжджають платною дорогою в провінції Гаутенг (Південно-Африканська Республіка), є «клонами», тобто є цієї ж моделі і з тими ж номерними знаками, що і офіційно зареєстровані авто, тому власник дороги має постійні проблеми з опротестуванням рахунків. Окрім того, виявилося, що майже 50 % даних про власників у базі даних є невірними. А водії швидкісних авто відкрили, що система не може ідентифікувати їх, якщо вони їдуть зі швидкістю понад 250 км/год і швидкості проїзду ґантрі можуть тепер сягати 360 км/год.

## Економічні аспекти
Для новоспоруджуваних платних доріг САСП обходиться дешевше, ніж традиційна схема оплати з контролерами. Аналіз видатків у п'яти штатах США показує, що для одної смуги руху економія в порівнянні з жетонними та готівковими автоматами становить 40 тис. доларів на обладнанні та ще 40 тис. доларів щорічно на утриманні. А в порівнянні з ручною оплатою контролерам у кабінках економія становить 135 тис. доларів щорічно лише на утриманні.
Статистика аварійності у Флориді свідчить, що при заміні плаз на САСП загальна кількість аварій зменшується на 76 %, кількість аварій із травмами (включаючи смертельні) — на 75 %, матеріальні збитки — на 68 %.
Значна економія отримується і на пальному. Звіт дорожнього департаменту штату Массачусетс декларує економію від 1900 до 9500 літрів пального щоденно (500 —2500 галонів) при переході на САСП.
Зараз лише невелика частина платних доріг має повністю і лише електронну форму оплати. Фактори, які сповільнюють перехід від плаз до ґантрі:
- власники платних доріг не можуть відразу перейти від кабінок з операторами до системи «відкрита дорога», оскільки значній частині клієнтів потрібен буде певний час, щоб психологічно перебудуватися і придбати транспондери. Це суттєво зменшить прибутки компаній на наступні кілька місяців. Будуть також такі клієнти, що не захочуть взагалі мати транспондери і це теж будуть втрачені прибутки;
- для поетапного переходу потрібні додаткові площі для смуг безперервного руху в об'їзд кабінок операторів. Майже завжди це дуже дорого, а в багатьох випадках і неможливо;
- будуть утворюватися затримки через необхідність водіям змінювати смуги руху перед ґантрі і плазами (пересортовуватися). Неминуче будуть водії, які займатимуть не ті смуги руху, що додатково створюватиме затори. У перші місяці підвищення пропускної спроможності дороги може й не відбутися;
- виникне небезпека аварійних ситуацій, коли авто з транспондером, помилково вибравши смуги для ручної оплати, на повній швидкості в'їде в них;
- початковий перехід на електронну систему оплати є недешевий, а, враховуючи неминучі принаймні тимчасові втрати прибутків на початковому етапі, компанії остерігаються фінансових ризиків;
- і останнім, але не менш важливим фактором, є опір профспілок, які відстоюють робочі місця операторів плаз.

Незалежна аудиторська компанія проводила аналіз фінансовового ризику, пов'язаного з переобладнанням платних доріг штату Мейн на системи ORT/AET. У звіті зазначається, що хоч електронні системи дешевші, проте ризик втратити значну частину клієнтів, а також різке збільшення водіїв, що уникатимуть оплати, перевищує вигоду від прибутку. У своєму висновку аудитори не радять переходити на електронні системи оплати.
Європейська спільнота створила директиву EFC яка покликана стандартизувати систему збирання оплати в європейських країнах. Єдиний транспондер, або бортовий пристрій (англ. on-board-unit - OBU) позбавлятиме водіїв клопоту на платних дорогах різних операторів у різних частинах Європи.

## Електронна система оплати в Україні
Станом на 2018 рік в Україні немає платних доріг, хоча зараз ведеться інтенсивне обговорення цієї теми та складання проєктів. У відкритих публікаціях відсутні будь-які згадки про можливі способи оплати проїзду. Безсумнівно, що в перспективі українські платні дороги після їх спорудження увійдуть до Європейської системи платних доріг (англ. The European Electronic Toll Service — EETS). Але поки що Україна не має законів чи актів, що відповідають європейській системі.
З найближчих до України держав — Польща, Литва, Латвія — уже прийняли такі документи. До EETS входить зараз 27 країн Європи.

## Питання приватності особистого життя
Електронний метод теоретично дає можливість відслідковувати перебування конкретного автомобіля, коли він перетинає лінію ґантрі. Маючи відповідне програмне забезпечення, стороння особа може здогадатися про місце можливого перебування водія чи власника ТЗ. Проте з використанням методів криптографії (як, наприклад, при здійсненні електронних платежів), ця проблема усувається.

## Галерея транспондерів

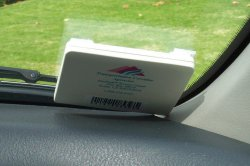
FasTrak, Каліфорнія
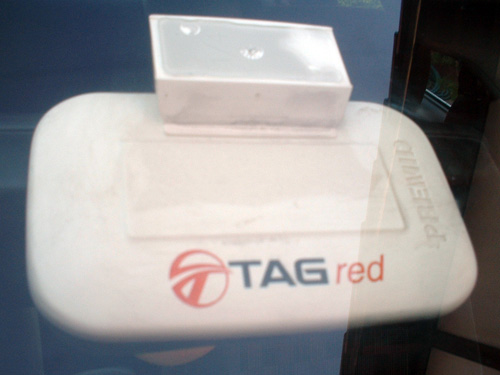
TollTag, Техас
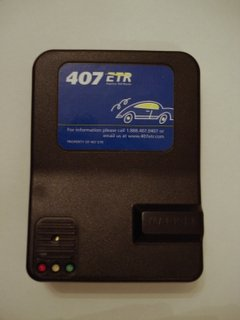
407ETR, Онтаріо
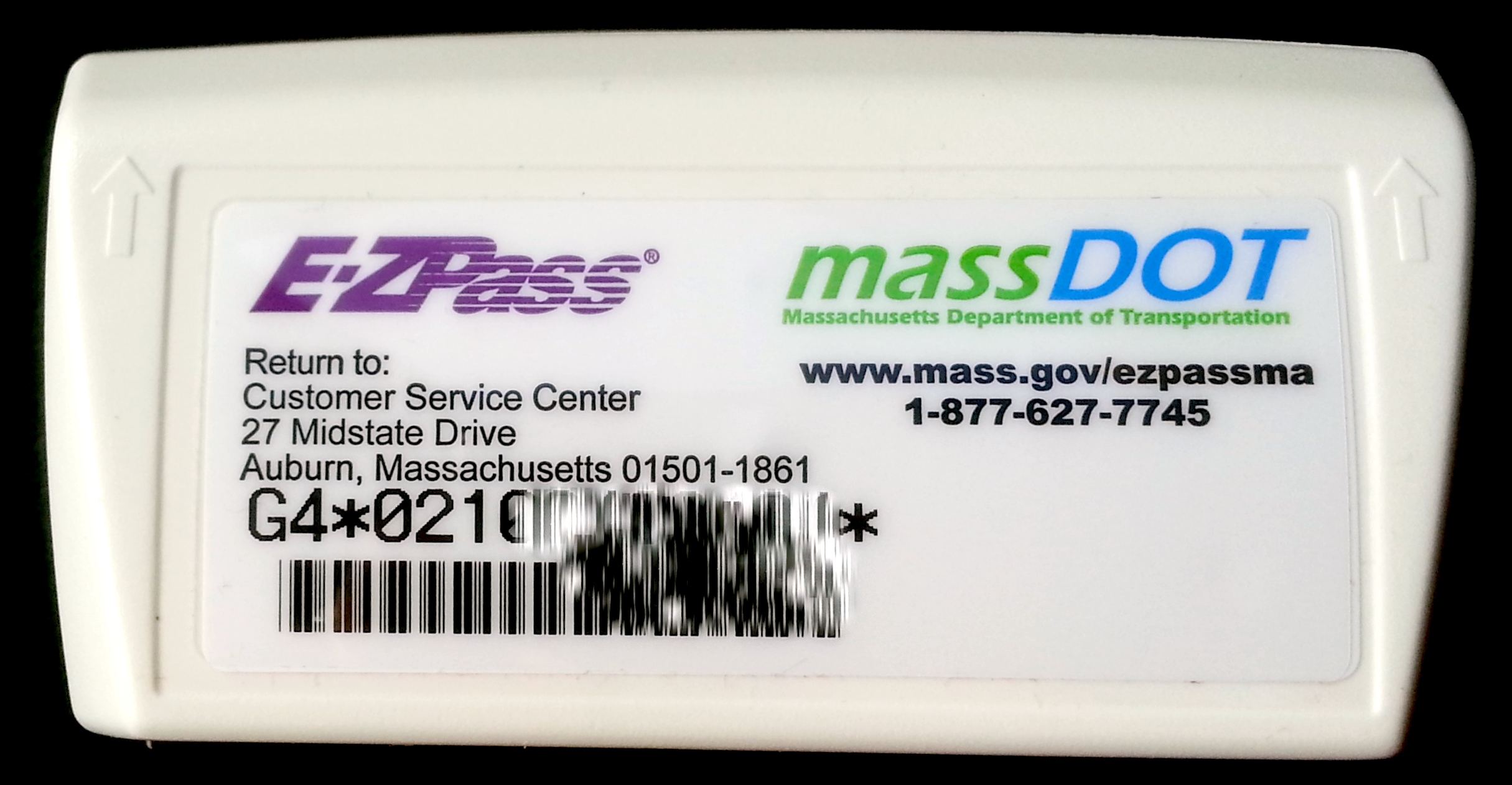
E-Zpass, чинний у 16 штатах США
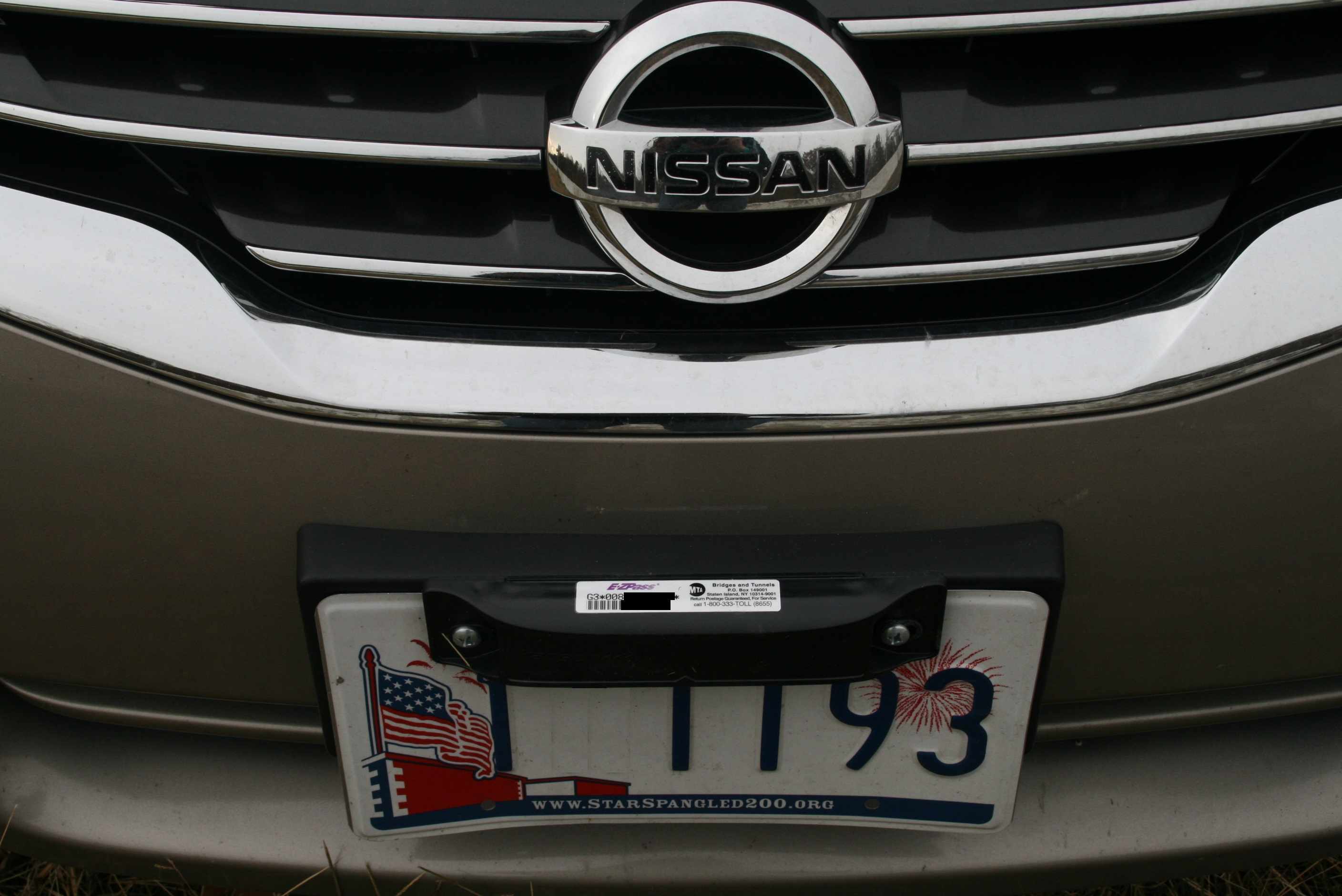
E-Zpass, що кріпиться до номерного знаку
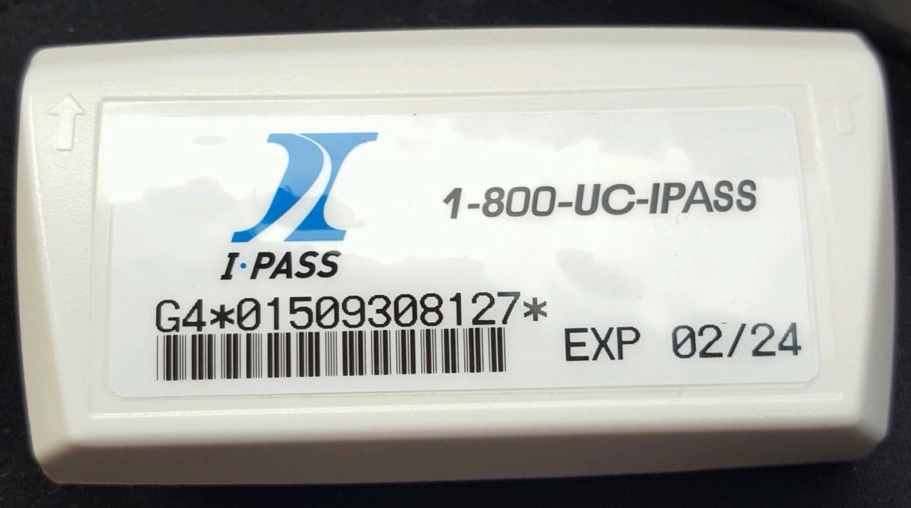
I-Pass (Іллінойс), сумісний з E-Zpass (неповністю)
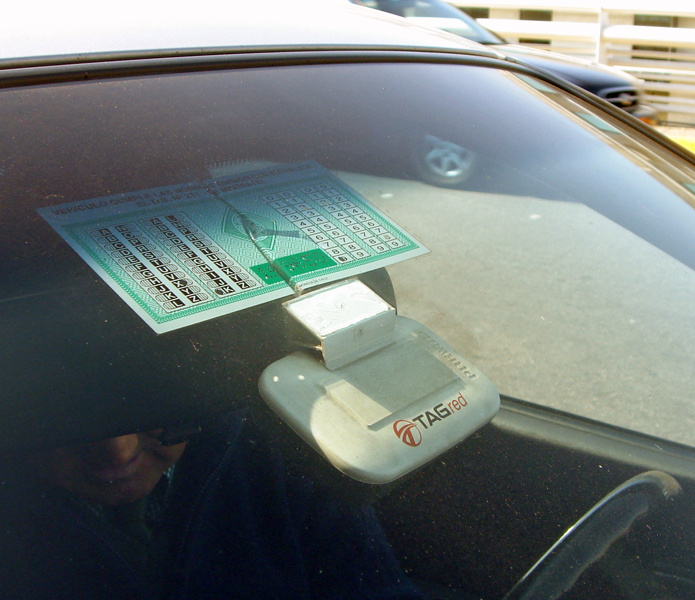
TAG для дороги Constnera Norte у Сантьяго (Чилі)
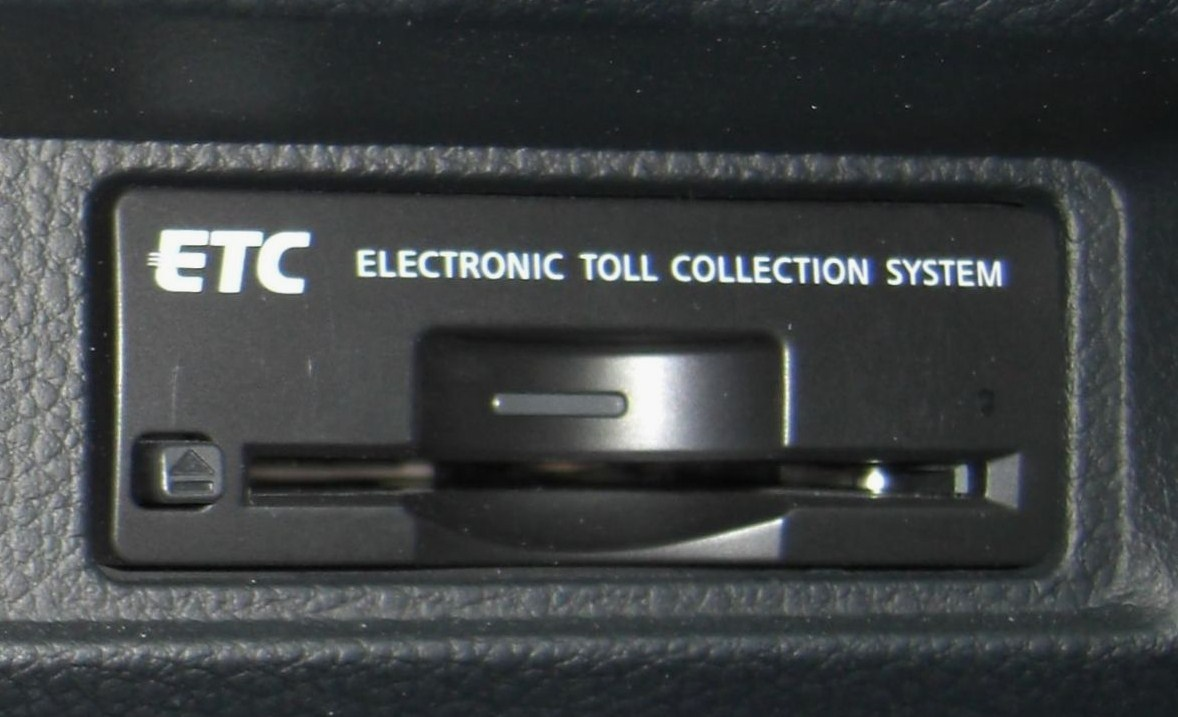
Транспондер у Японії, що умонтований у панель Nissan Fuga та потребує картки